# État de Benue-Plateau
L'État de Benue-Plateau est une ancienne division administrative du Nigeria ayant pour capitale Jos. Il a été créé le 27 mai 1967 d'une division de la Région du Nord et a existé jusqu'à sa division, le 3 février 1976, en les États de Benue et Plateau.

## Gouverneurs
- Joseph Gomwalk (28 mai 1967 – juillet 1975)
- Abdullahi Mohammed (juillet 1975 – mars 1976)